# Pollenia huangshanensis
Pollenia huangshanensis är en tvåvingeart som beskrevs av Fan, Gan, Fang, Zheng, Chen och Tao 1997. Pollenia huangshanensis ingår i släktet vindsflugor, och familjen spyflugor.
Artens utbredningsområde är Anhui (Kina). Inga underarter finns listade i Catalogue of Life.